# Viñedo de Mercurey

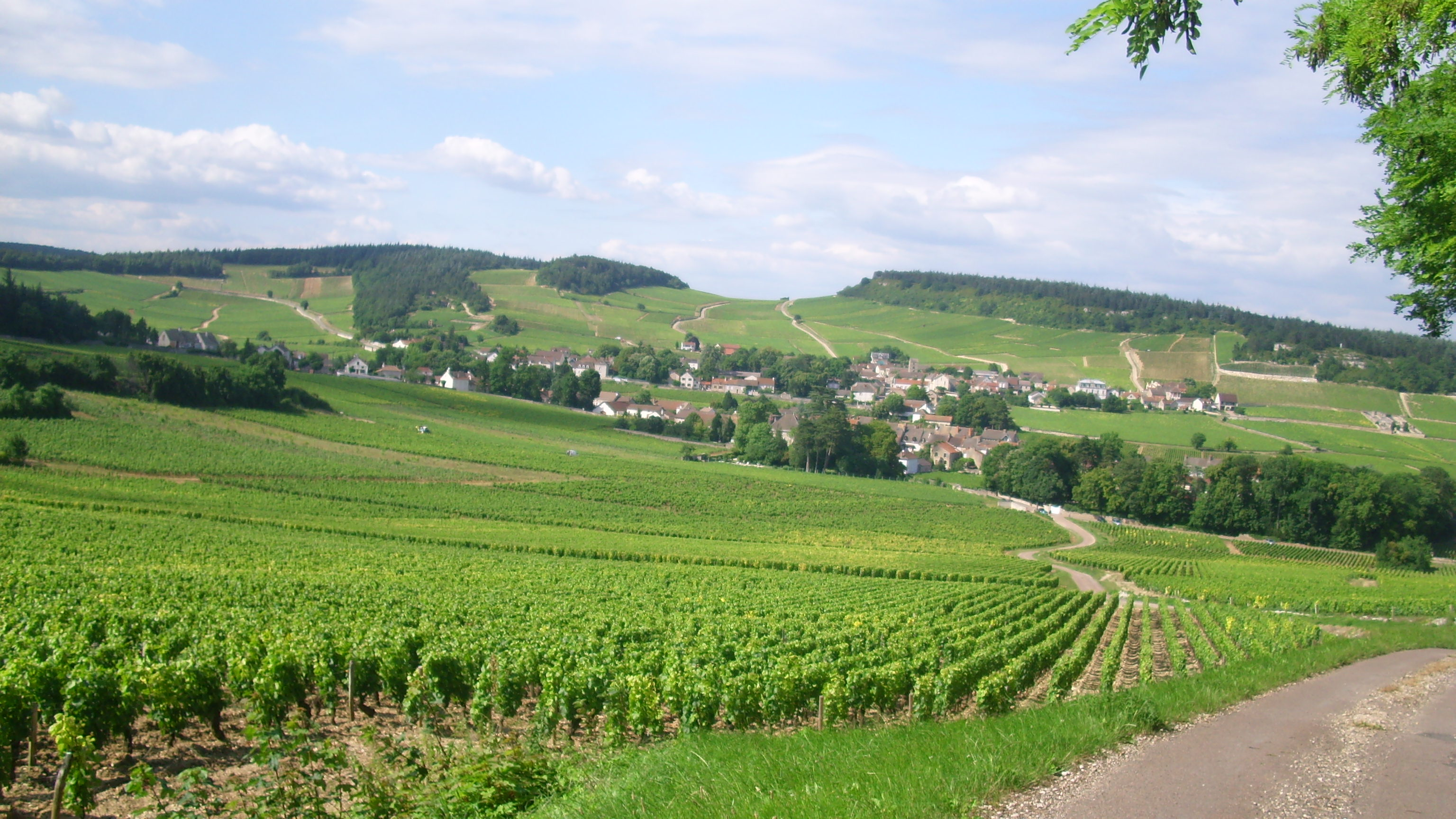
Mercurey.

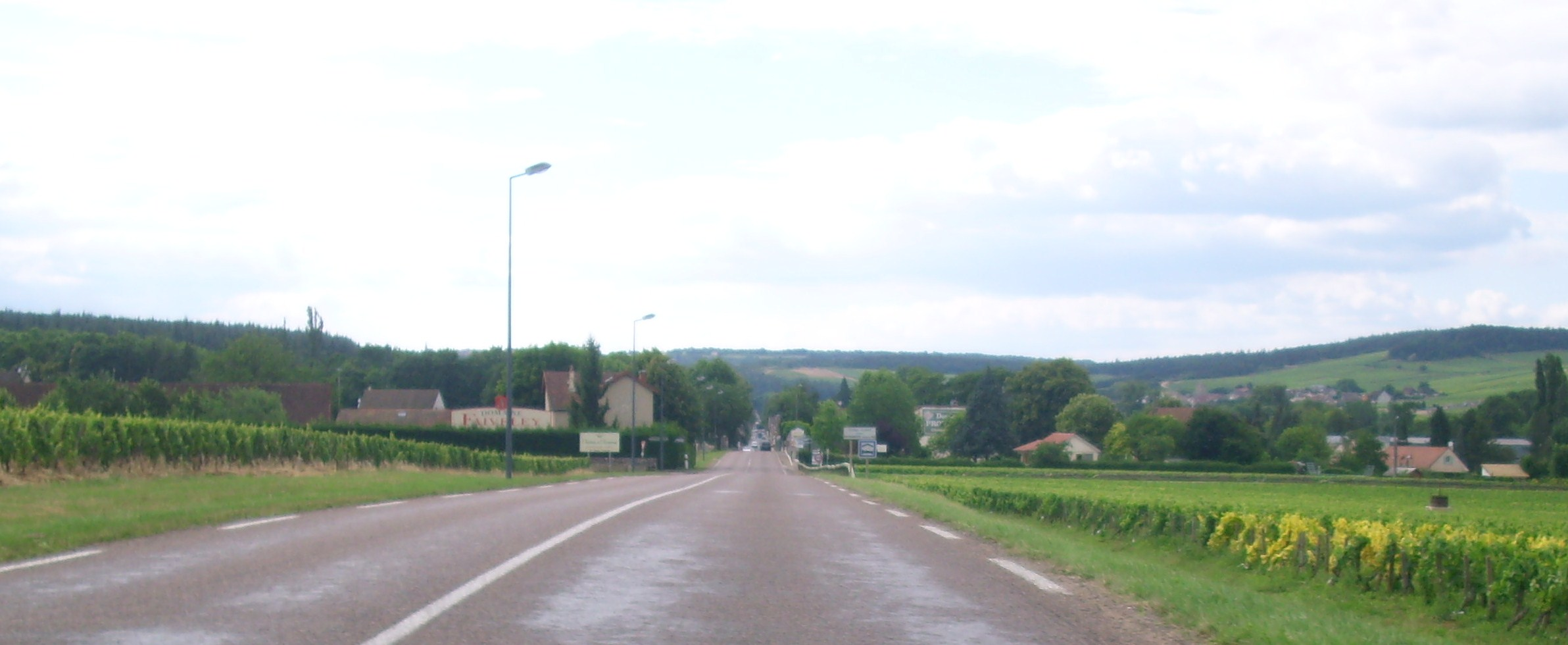
Entrar de Mercurey (Chalon-sur-Saône).

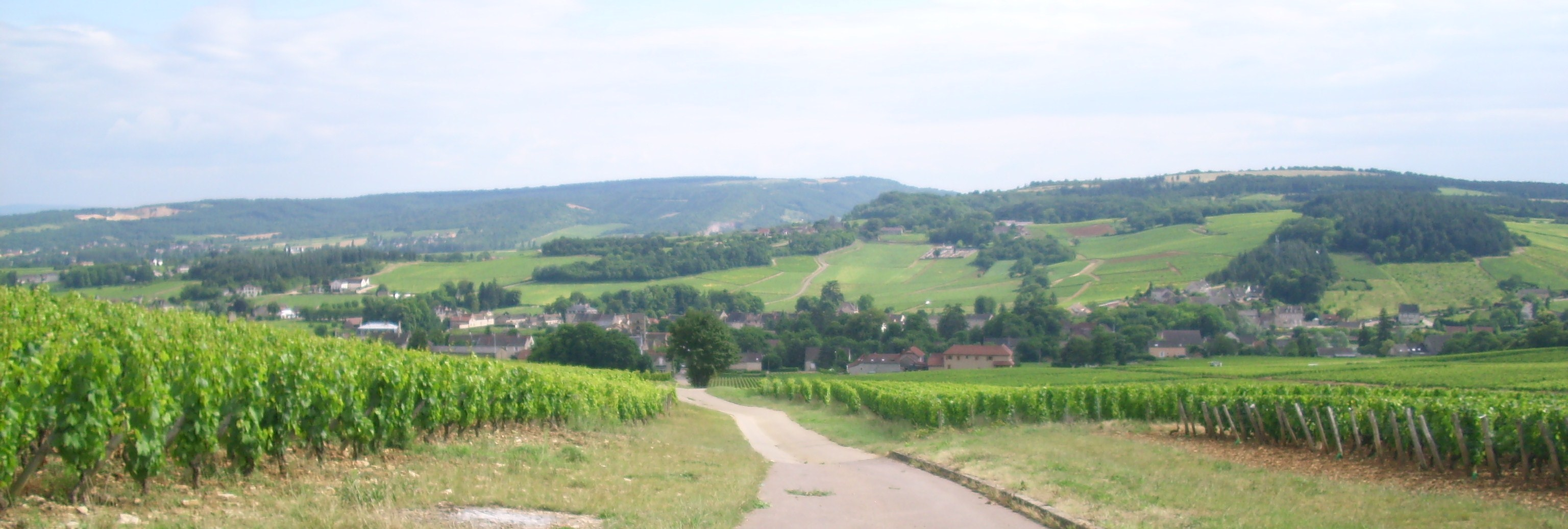
Mercurey.

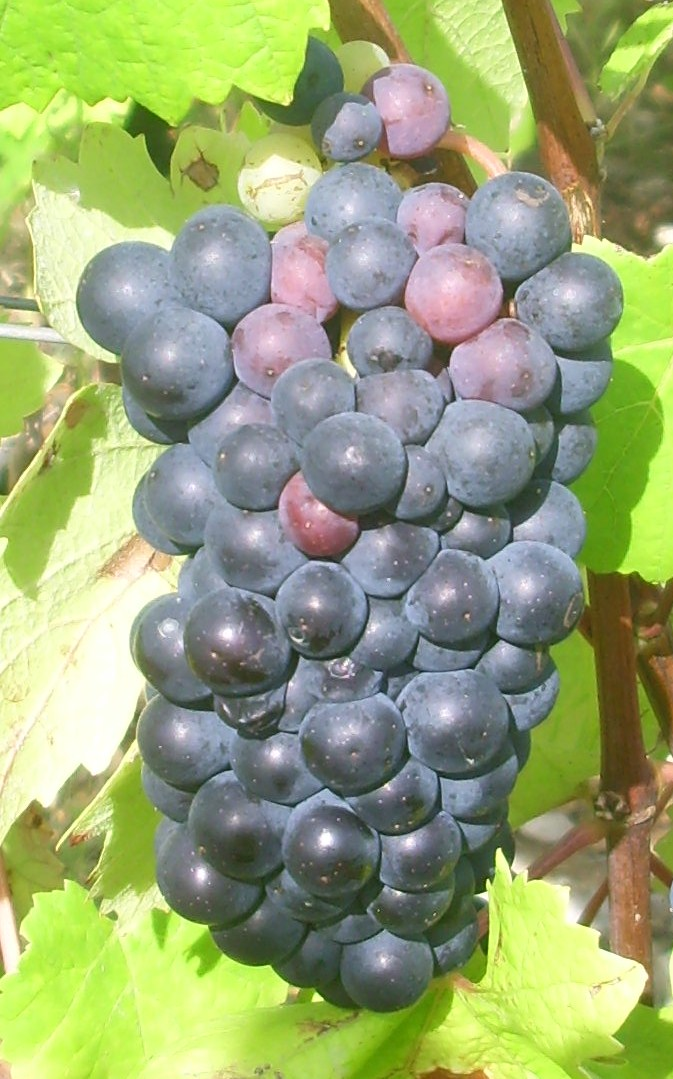
Pinot noir.

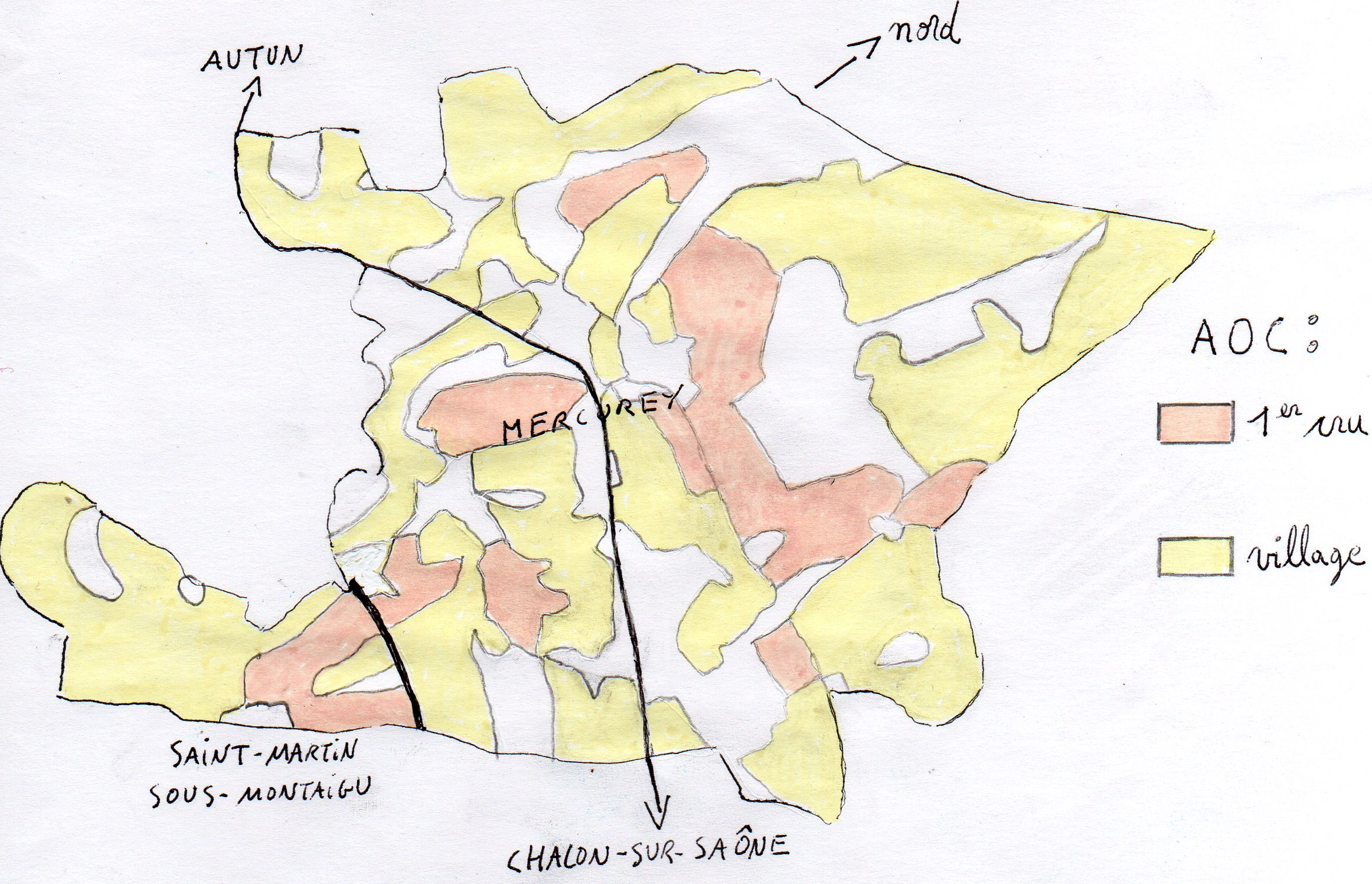

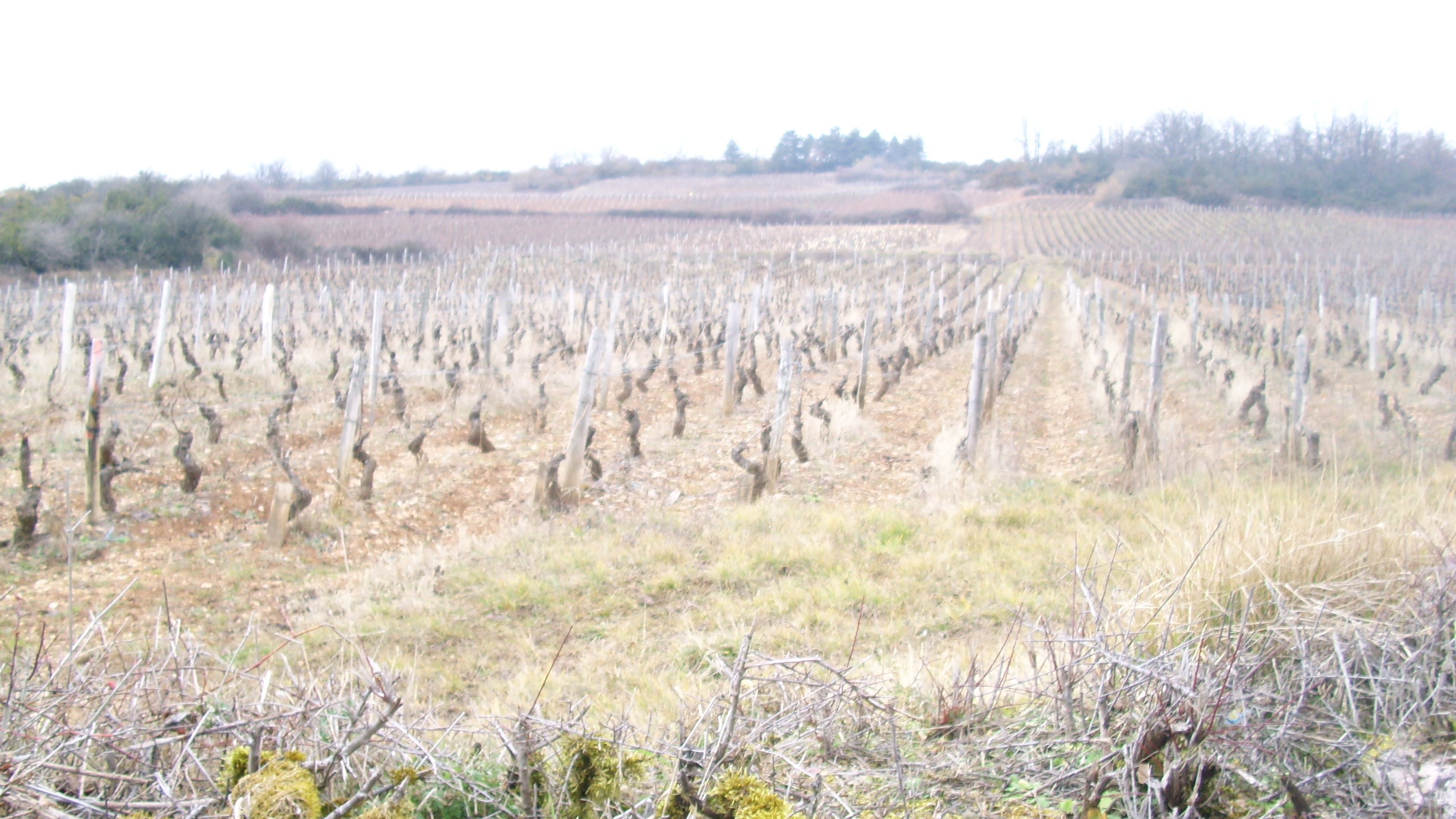
la Chagnée

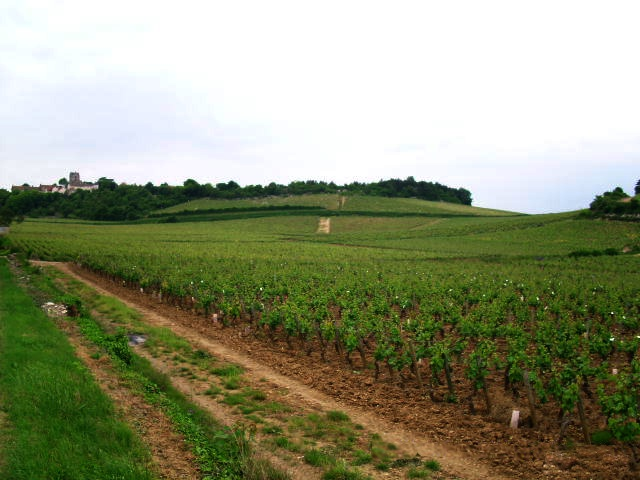
Clos du Roy

El viñedo de Mercurey se extiende por el municipio de Mercurey y Saint-Martin-sous-Montaigu, en el departamento de Saona y Loira, Francia, dentro de la región vinícola de Borgoña.

## Superficie de producción
El viñedo se extiendo sobre 650 hectáreas.

El INAO distingue 3 denominaciones de origen (AOC):
- El Bourgogne (superficie de producción, 73 ha).
- El Mercurey (superficie de producción, 435 ha). Cuya AOC original data de 1936.[1]
- Los Mercurey Premiers Crus (superficie de producción, 142 ha).

## Vinificación
El Mercurey se vinifica como Vino tinto y vino blanco.

## Variedades viníferas
Sólo está autorizada la Pinot noir y chardonnay.

## Lista de los pagos clasificados como Mercurey
Son 85 pagos (llamados climats)
- Mercurey: le Roc Blanc, les Rochelles, le Bois de Lalier, le Bois Cassien, les Bossebuts, les Doués, les Vaux, les Chenaults, la Chiquette, les Montelons, la Brigadière, Ropiton, les Villeranges, le Clos Rochette, les Mauvarennes, la Framboisière, les Montots, le Closeau, les Bussières, la Vigne d'Orge, la Vigne de Chazeaux, le Petit Clos Fourtoul, la Perrière, les Ormeaux, Mypont-Chateau, les Vignes Blanches, la Bouthière, le Clos la Marche, les Vignes du Chapitre, les Caudroyes, Garnerot, les Chaumellottes, les Ponges, la Corvée, le Clos des Noiterons, le Clos Rond, Pierrelet, Champ Roin, Champ Ladoy, le Meix de la Guinarde, le Puis Brintet, les Mussiaux, la Pillotte, les Maillonges, en Grillot, Sous Muchau, les Champs Michaux, en pierre Millet, les Marcoeurs, Champs Pillot, les Murgers, la Charmée, le Pontot, les Obus, Meix Adenot, Meix du Closeau, le Clos Laurent, Bourgneuf, les Morées, le Fourneau, le Meix Frappé, les Morins, les Petits Creux, .
- Saint-Martin-sous-Montaigu: la Pidancerie, les Libertins, les Eriglats, en Boussoy, le Chatelet, Vignes de Chateaubeau, Sous les Roches, les Vignes Blanches, la Châgnée, les Arotes, le Cray, les Hattes, la Ratte, au Retrait, a la Ponsote, en Marrian Froid, les Bouères, les Bourguignons, Sur le Teu, la Grelode, la Moinerie et la Mourandine.

## Lista de los pagos clasificados como Premier Cru
Son 32 pagos (llamados climats)
- Mercurey: les Puillets, les Saumonts, la Cailloute, les Croichots, les Champs Martin, les Combins, le Clos des Combins, le Clos des Baraults, les Crêts, les Naugues, le Clos Voyens, le Clos des Grands Voyens, le Clos l'Evêque, le Clos des Myglands, le Grand Clos Fourtoul, le Clos Tonnerre, les Vasées, les Byots, le Clos Marcilly, en Sazenay, la Bondue, la Levrière, la Mission, le Clos du Roy, Clos du Chateau de Montaigu et les Vellées.
- Saint-Martin-sous-Montaigu: le Clos des Montaigus, le Clos Paradis, la Chassière, les Fourneaux, le Clos des Fourneaux et les Ruelles.

## Fotos del viñedo de Mercurey

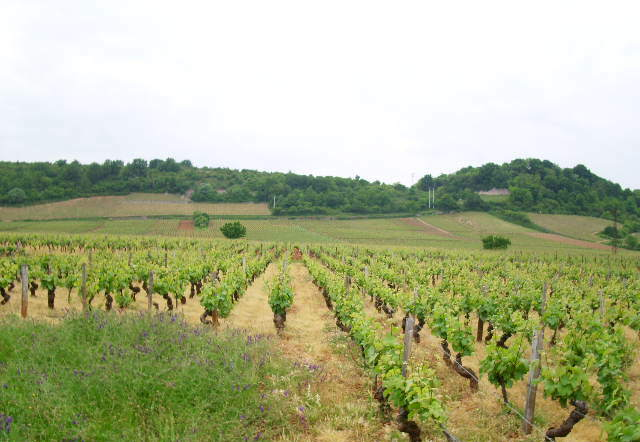
Clos des Montaigus y "Chateau de Montaigu"
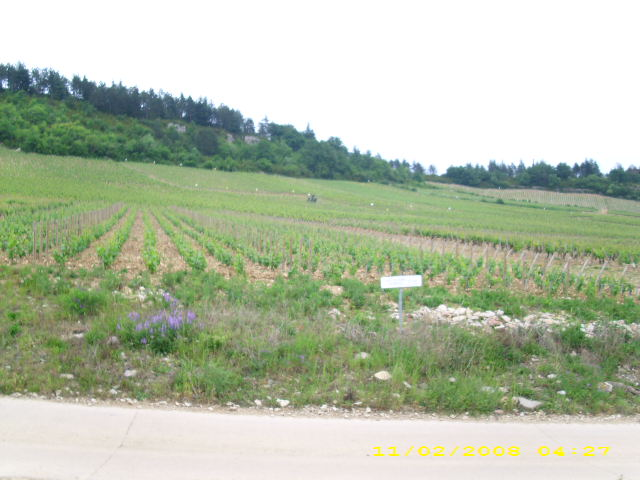
Champs Martin
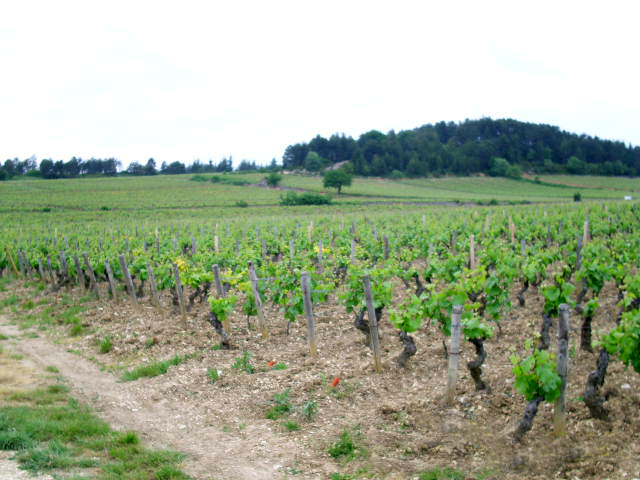
Combins y Croichots
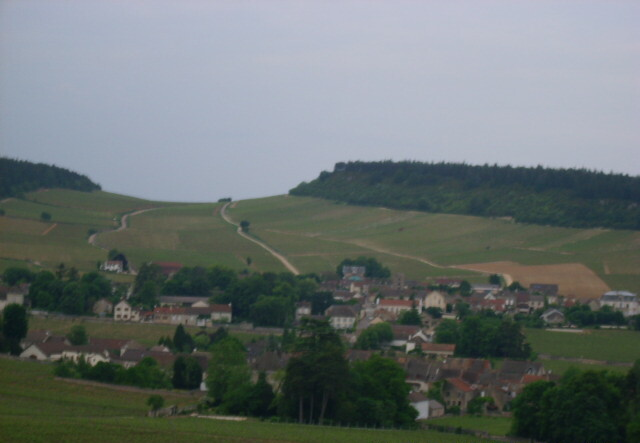
Mercurey
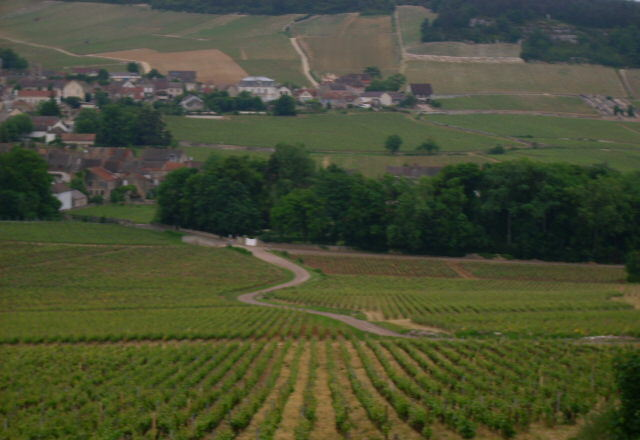
Mercurey
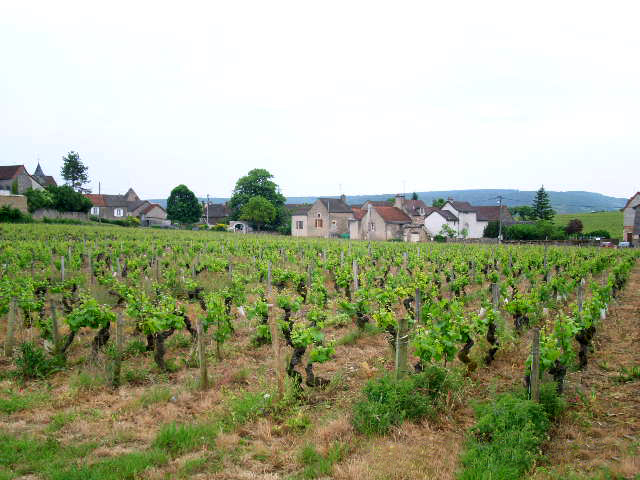
en Grillot
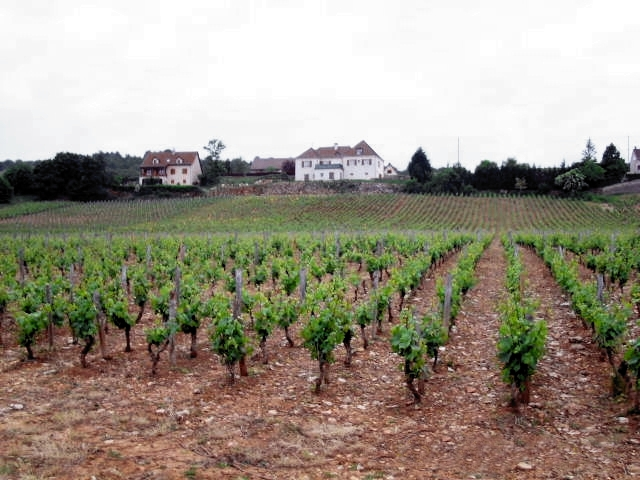
la Chassière
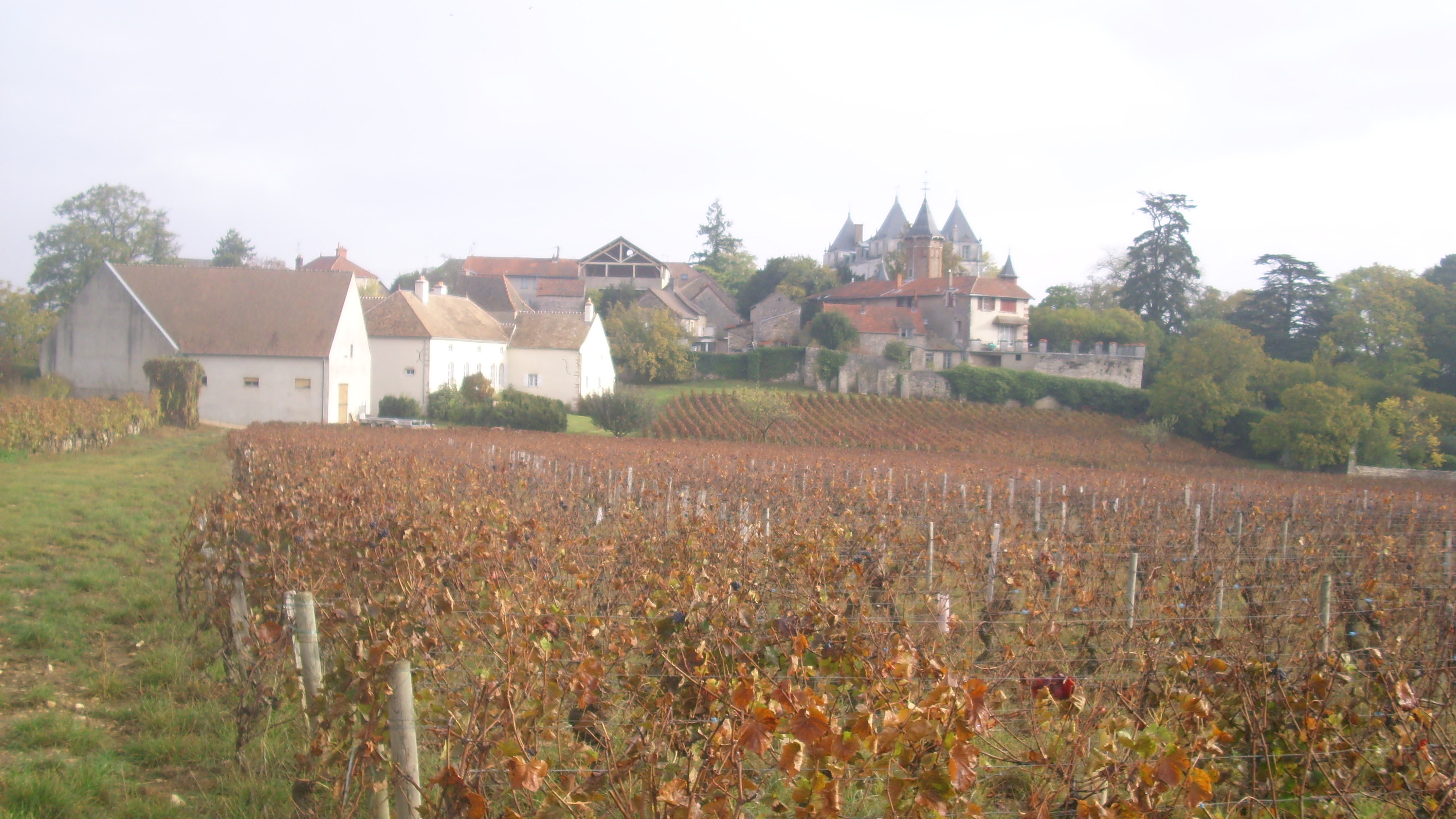
"Chamirey"
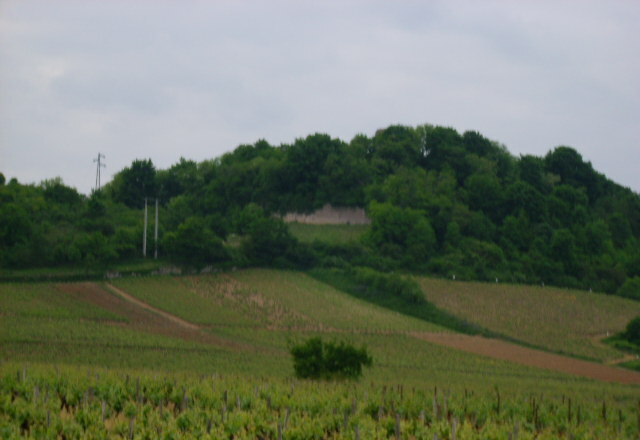
Clos des Montaigus y "Chateau de Montaigu"
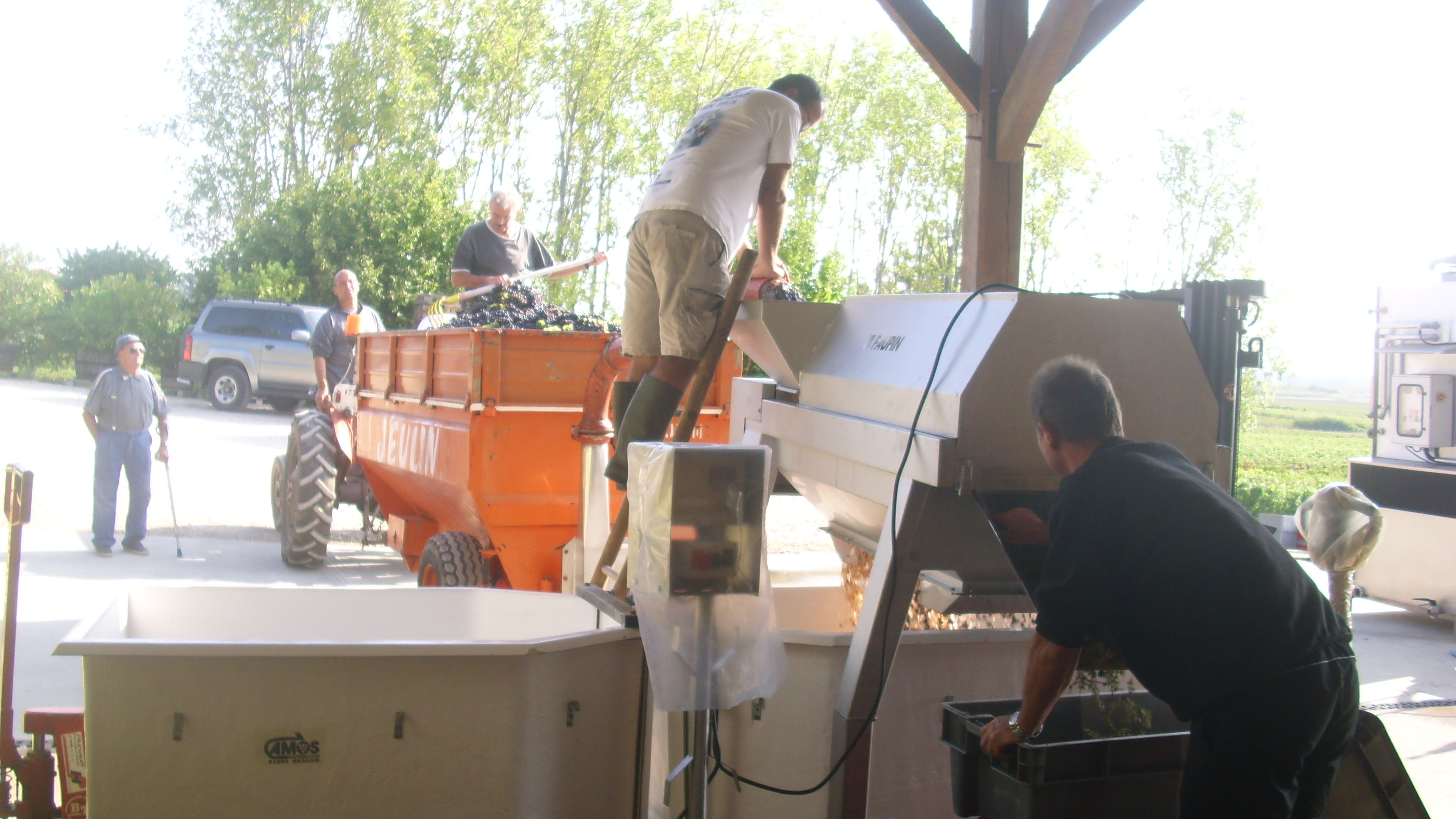
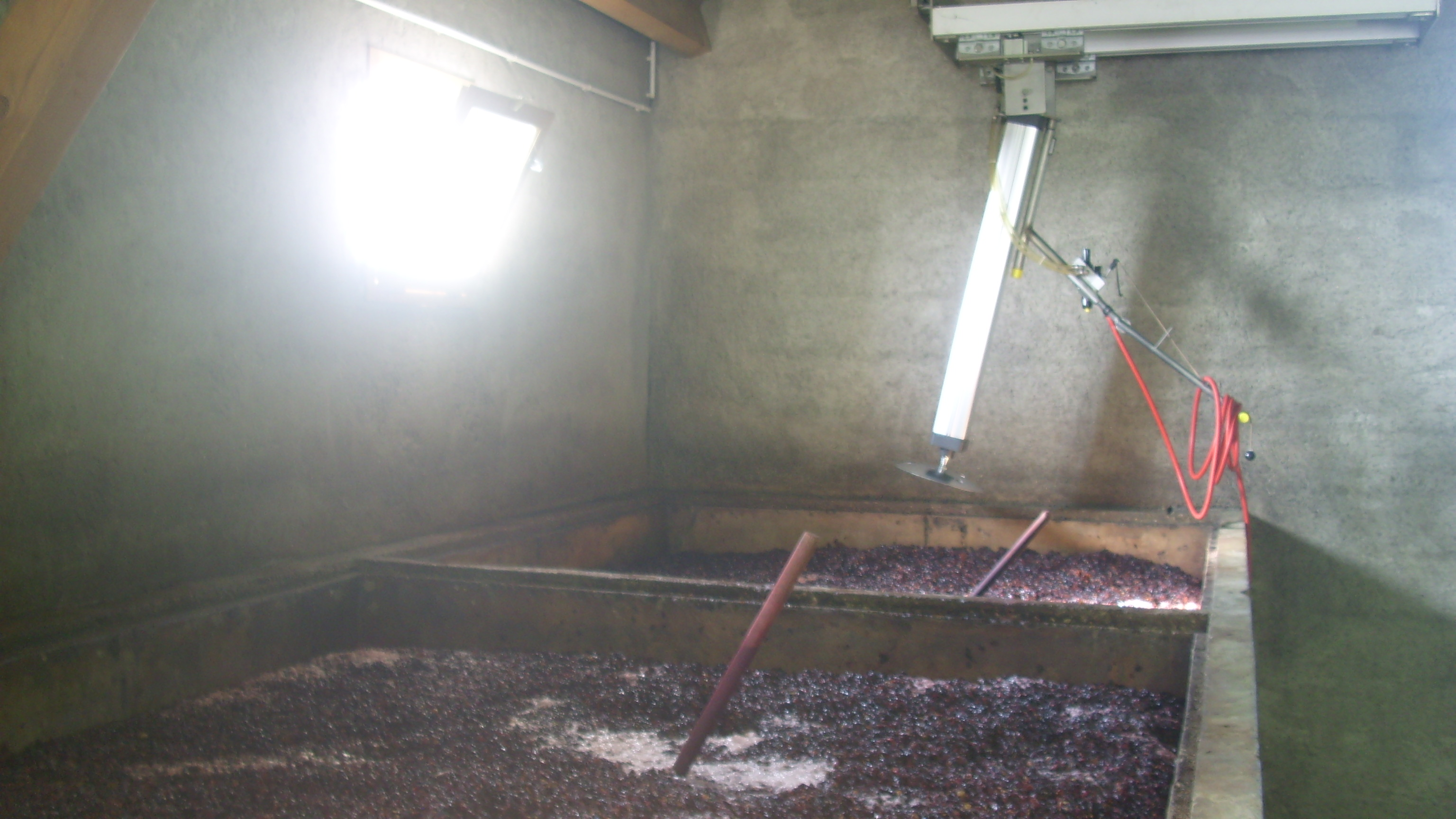
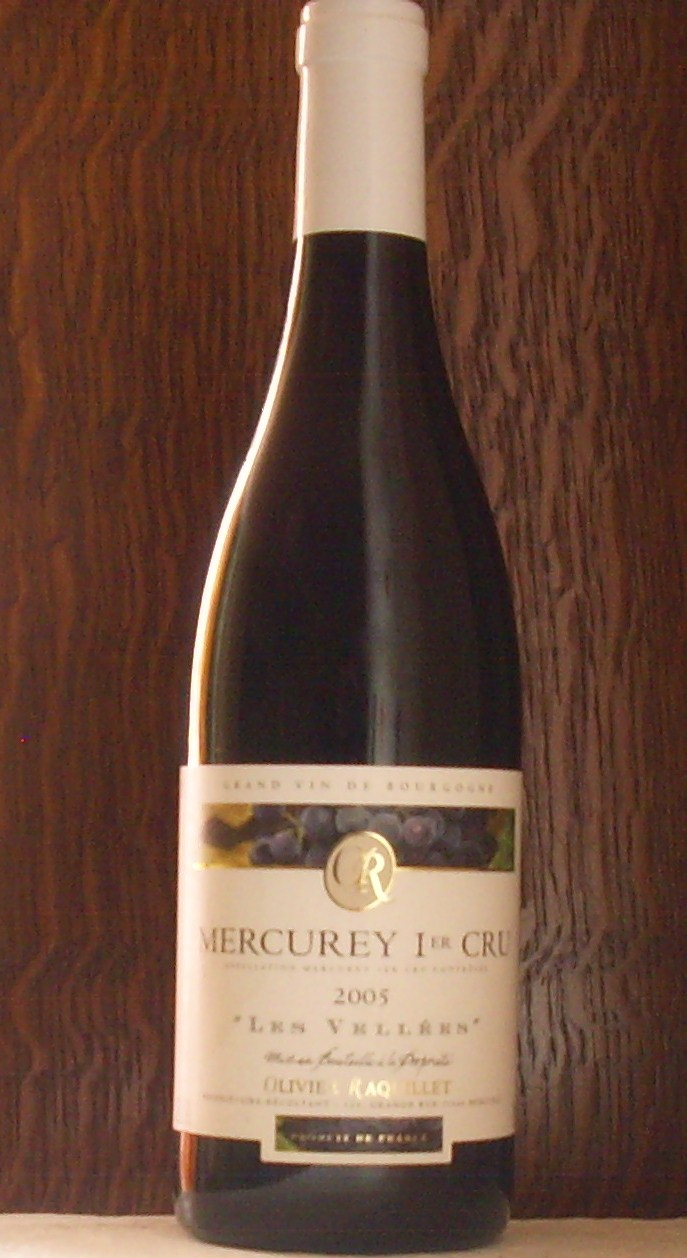
Mercurey 1.er cru Les Vellées 2005